# Pseudocerceis latistylis
Pseudocerceis latistylis är en kräftdjursart som beskrevs av Brian Frederick Kensley och Marilyn Schotte1994. Pseudocerceis latistylis ingår i släktet Pseudocerceis och familjen klotkräftor. Inga underarter finns listade i Catalogue of Life.